# Edward Jędrzejowski

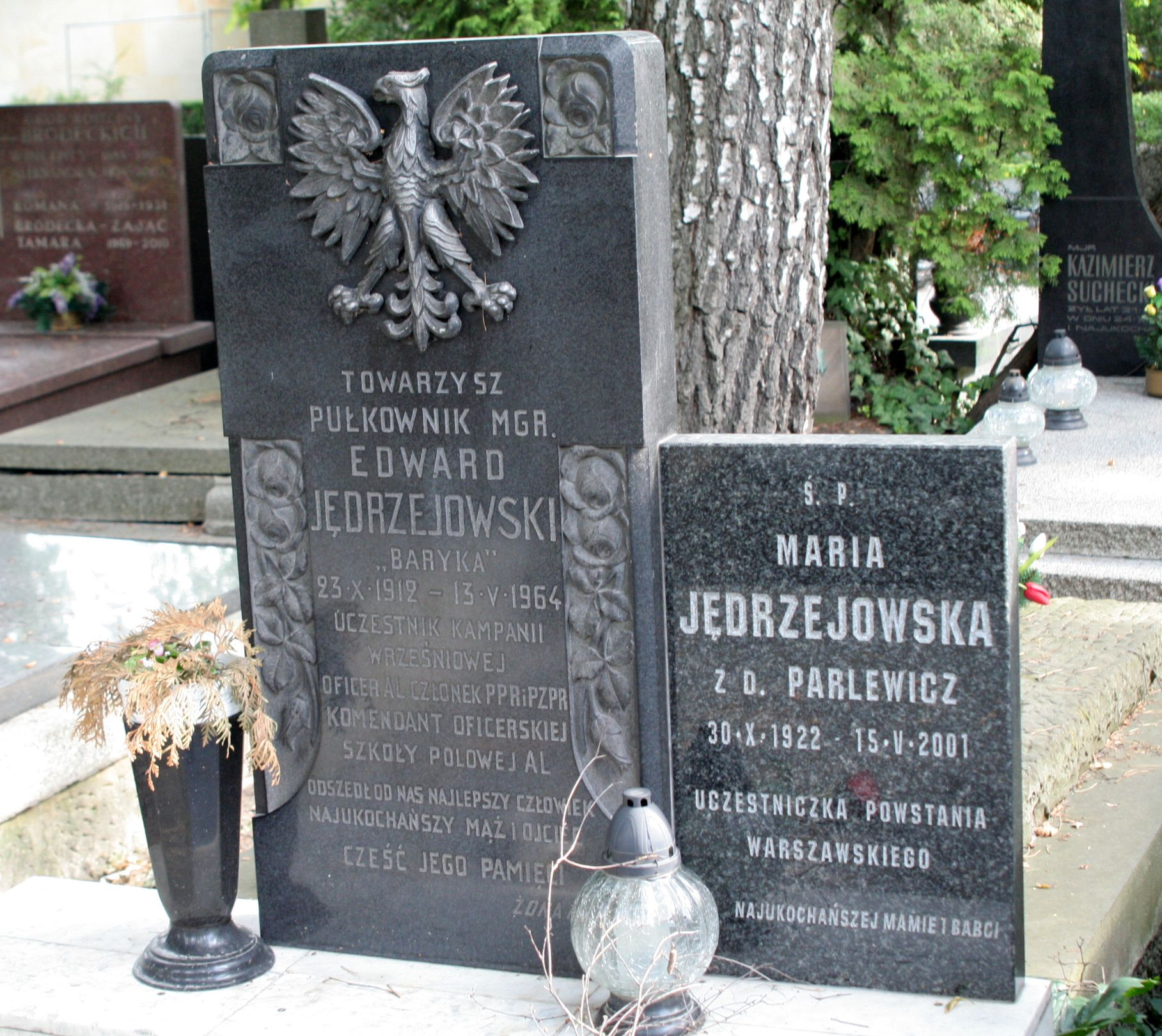
Grób pułkownika Jędrzejowskiego na cmentarzu Wojskowym na Powązkach w Warszawie

Edward Karol Jędrzejowski, ps. „Baryka”, „Jar” (ur. 23 września 1912 w Kętach, zm. 13 maja 1964 w Warszawie) – pułkownik ludowego Wojska Polskiego.

## Życiorys
W latach 1923–1931 uczył się w gimnazjum w Cieszynie, a w latach 1931–1934 w Szkole Podchorążych Piechoty w Ostrowi Mazowieckiej. 4 sierpnia 1934 roku Prezydent RP Ignacy Mościcki mianował go podporucznikiem ze starszeństwem z dniem 15 sierpnia 1934 roku i 86. lokatą w korpusie oficerów piechoty, a Minister Spraw Wojskowych wcielił do 75 pułku piechoty w Chorzowie na stanowisko dowódcy plutonu. W 1939 roku rozpoczął studia prawnicze na UJ. W 1938 roku został awansowany na porucznika. W kampanii wrześniowej 1939 roku dowodził 2 kompanią ckm II batalionu 75 pp. 
Po klęsce Polski w wojnie obronnej wstąpił w Krakowie do ZWZ. Od lipca 1941 działał w Warszawie. W 1943 przeszedł do GL. Współpracował z Wydziałem Informacji Sztabu Głównego GL. Współautor instrukcji szkoleniowych opracowanych w Sztabie Głównym GL. W końcu czerwca 1944 skierowany na Lubelszczyznę i mianowany oficerem wyszkolenia w sztabie dowódcy III Obwodu AL Grzegorza Korczyńskiego. Komendant Polowej Oficerskiej Szkoły AL. Uczestnik bitwy w Lasach Parczewskich 18–21 lipca 1944, dowódca straży przedniej w czasie próby przebicia się z okrążenia. Przez kilka dni był dowódcą garnizonu w Lubartowie. 
27 lipca 1944 obok Korczyńskiego wkroczył do Lublina na czele oddziałów AL i zatknął polską flagę na Bramie Krakowskiej. Później służył w MO jako podpułkownik i szef wydziału Komendy Głównej MO. W czerwcu 1947 skończył studia prawnicze na UW. 
W grudniu 1947 przeniesiony z MO do WP, w 1950 skończył Akademię Sztabu Generalnego WP. Mianowany pułkownikiem. Później wykładał w Oficerskiej Szkole Piechoty. Był dowódcą pułku, zastępcą dowódcy 1 DP im. Tadeusza Kościuszki ds. liniowych i zastępcą szefa Departamentu Kadr MON. 
Napisał wspomnienia pt. „Ze wspomnień komendanta Polowej Oficerskiej Szkoły Armii Ludowej” (Wojskowy Przegląd Historyczny, nr spec. 22, 1962). 
Zmarł w Warszawie. Pochowany na cmentarzu Wojskowym na Powązkach (kwatera C2-10-11). 

## Ordery i odznaczenia
- Order Krzyża Grunwaldu III klasy (10 października 1945)[3]
- Krzyż Oficerski Orderu Odrodzenia Polski
- Krzyż Kawalerski Orderu Odrodzenia Polski (4 października 1946)[4]
- Krzyż Srebrny Orderu Virtuti Militari
- Medal Zwycięstwa i Wolności 1945